# جيمس موريارتي
البروفيسور جيمس موريارتي هو شخصية خيالية من ابتكارالكاتب والطبيب الاسكتلندي سير آرثر كونان دويل وعدو هولمز ومنافسه. وتم نشره ضمن المجموعة الثانية من قصص هولمز القصيرة، مذكرات شيرلوك هولمز، أواخر عام 1893. ظهر موريارتي أيضًا في رواية شيرلوك هولمز الرابعة والأخيرة، وادي الخوف، لكنه لم يظهر بشكل مباشر في القصة. بصرف النظر عن ما ذكره هولمز في خمس قصص أخرى: «مغامرة البيت الفارغ» و «مغامرة نوروود بيلدر» و «مغامرة الثلاثة أرباع المفقودين» و «مغامرة العميل اللامع» و «قوسه الأخير». تم تقديم الشخصية في المقام الأول كجهاز سردي لتمكين دويل من قتل شيرلوك هولمز. تعطيه العديد من التعديلات واللقطات الاسم الأول لجيمس. قصة دويل الأولى التي يرويها («المشكلة الأخيرة») لا تعطيه الاسم الأول، في حين أن القصة القصيرة «مغامرة البيت الفارغ» ذكرت أن اسمه الأول هو جيمس (قيل سابقًا أنه اسم شقيقه).
موريارتي هو ميكافيلي، يستشير العقل المدبر الجنائي الذي لا يرتكب جرائم بنفسه، ولكن بدلاً من ذلك يستخدم ذكائه وشبكة الموارد لتزويد المجرمين باستراتيجيات لجرائمهم وأحيانًا الحماية من القانون، كل ذلك مقابل رسوم أو اقتطاع من الربح. يشبه هولمز موريارتي بالعنكبوت الموجود في وسط شبكة الإنترنت ويطلق عليه «نابليون الجريمة»، وهي عبارة نقلها دويل من مفتش سكوتلاند يارد تشير إلى آدم ورث، العقل المدبر الإجرامي الواقعي وأحد الأفراد الذين استهدفتهم استندت شخصية موريارتي. على الرغم من ظهوره مرتين فقط في قصص دويل الأصلية، غالبًا ما أعطت التعديلات واللقطات اللاحقة لموريارتي مكانة بارزة وعاملته على أنه العدو اللدود لشرلوك هولمز.

## ظهوره في الأعمال الأدبية
ظهر البروفيسور موريارتي لأول مرة في القصة القصيرة عام 1893 "مغامرة المشكلة الأخيرة" (تدور أحداثها في عام 1891 ). تعرض القصة المحقق الاستشاري شيرلوك هولمز الذي كشف لصديقه وكاتب سيرته الذاتية الدكتور واطسون أنه اكتشف شبكة إجرامية سرية مسؤولة عن «نصف هذا الشر» في لندن وهو على وشك توجيه ضربة قاتلة لها. تم تقديم البروفيسور موريارتي باعتباره العقل المدبر الإجرامي الذي يوفر الإستراتيجية والحماية للمجرمين مقابل طاعتهم ونصيبهم في أرباحهم. قاد هولمز، حسب روايته الخاصة، في الأصل إلى موريارتي من خلال إدراكه أن العديد من الجرائم التي يحقق فيها ليست حوادث معزولة، بل هي مكائد منظمة إجرامية واسعة ودقيقة. وبعد أن جمع الآن الأدلة المناسبة وقدمها للشرطة، يعرف هولمز أن الشبكة ستواجه العدالة في غضون أيام قليلة، لكن العقل المدبر ومساعديه الموثوق بهم يريدون قتله قبل القبض عليهم. يهرب إلى سويسرا، وينضم إليه الدكتور واطسون. يتبع العقل المدبر الإجرامي واتسون والمحقق الاستشاري، وتنتهي المطاردة على قمة شلالات ريتشن باكتش [الإنجليزية]، مما يؤدي إلى معركة بالأيدي تنتهي على ما يبدو بسقوط كل من هولمز وموريارتي حتى وفاتهما. لا يرى واتسون هذه المعركة حتى الموت، لكنه وجد علامات على أنها حدثت عند حافة الجرف بالقرب من الشلال، بالإضافة إلى ملاحظة سمح موريارتي لهولمز بكتابتها حتى يتمكن من توديعه.في نفس القصة، يصف هولمز مظهر موريارتي الجسدي لواتسون. وفقًا لهولمز، فإن موريارتي طويل جدًا ورفيع للغاية وحليق الذقن وشاحب المظهر ونسك. لديه جبهته «على شكل منحنى أبيض»، وعينان غائرتان بعمق، وأكتاف «مستديرة من دراسة كثيرة». يبرز وجهه للأمام ودائمًا ما يتأرجح ببطء من جانب إلى آخر «بطريقة زاحفة مثيرة للفضول». ذكر هولمز أنه عندما التقى هو والأستاذ شخصيًا لأول مرة، لاحظ موريارتي في مفاجأة، «لديك تطور أمامي أقل مما كان يجب أن أتوقعه»، مشيرًا إلى أن المجرم يؤمن بعلم فراسة الدماغ. فراسة الدماغ.
يلعب موريارتي دورًا مباشرًا في قصة واحدة أخرى لهولمز، وادي الخوف (1914)، تم تعيينها قبل «المشكلة النهائية» ولكن تمت كتابتها بعد ذلك. في وادي الخوف، يحاول هولمز منع عملاء موريارتي من ارتكاب جريمة قتل. في مشهد يجري فيه شرطي مقابلة موريارتي، وُصفت لوحة رسمها جان بابتيست غريوز بأنها معلقة على الحائط؛ عند تعلم ذلك، يذكر هولمز قيمة لوحة أخرى للفنان نفسه لإظهار أن مثل هذه الأعمال لا يمكن شراؤها براتب أستاذ. العمل المشار إليه هو La jeune fille à l'agneau ؛ [4] وصف بعض المعلقين  هذا بأنه تورية من قبل دويل على لوحة توماس غينزبورو الشهيرة، بورتريه جورجيانا، دوقة ديفونشاير،  يتم التقاطها من معرض الفنون طوماس أجنيو وأولاده ‏ . يعتقد المعرض أن آدم وورث كان المسؤول، لكنه لم يتمكن من إثبات هذا الادعاء.
يذكر هولمز موريارتي بشكل يذكر في خمس قصص أخرى: «مغامرة المنزل الفارغ» (التكملة المباشرة لـ «المشكلة الاخيرة»)، وايضا في «مغامرة بناء نوروود»، «مغامرة لاعب الرجبي المختفي»، «مغامرة العميل المرموق» و«قوسه الأخير»(المغامرة الأخيرة في الجدول الزمني لشرلوك)
الدكتور واطسون، حتى عند السرد، لا يلتقي أبدًا مع موريارتي (يحصل فقط على لمحات بعيدة عنه في «المشكلة الأخيرة») ويعتمد على هولمز ليربط روايات عن عداء المحقق مع المجرم. دويل غير متسق بشأن معرفة واتسون بموريارتي. في «المشكلة النهائية»، أخبر واتسون هولمز أنه لم يسمع عن موريارتي من قبل، بينما في «وادي الخوف»، الذي تم وضعه سابقًا، يعرفه واتسون بالفعل على أنه «المجرم العلمي الشهير».
في «مغامرة البيت الفارغ»، ذكر هولمز أن موريارتي أمر بمدفع هواء قوي من ميكانيكي ألماني أعمى يدعى فون هيردر، والذي استخدمه الموظف / مساعد موريارتي الكولونيل موران ‏. كانت تشبه إلى حد بعيد عصا، مما يسمح بإخفائها بسهولة، وكانت قادرة على إطلاق رصاص مسدس من مسافة بعيدة، وتحدث القليل جدًا من الضوضاء عند إطلاقها، مما يجعلها مثالية للقنص. كما يفضل موريارتي بشكل ملحوظ تنظيم «الحوادث». تشمل محاولاته لقتل هولمز سقوط البناء وعربة محركة بواسطة الخيل ‏ مسرعة. كما أنه مسؤول أيضًا عن إدارة مرحلة وفاة بيردي إدواردز، مما يجعل الأمر يبدو أنه فقد في البحر أثناء الإبحار إلى جنوب إفريقيا.

## شخصية موريارتي
جيمس موريارتي كان كما وضحه سير آرثر كونان دويل هو مدرس الرياضيات لهولمز في صغره وهو أيضا أصبح مستقبلا ألد أعداء هولمز ولقب أيضا بلقبين هما (نابليون الجريمة - بروفيسور الجريمة) والأشهر هو برفيسور الجريمة نظرا لما يتمتع به عقل جيمس موريارتي من ذكاء حاد وخدع في تنفيذ جرائمه مما جعل القبض عليه من قبل هولمز يأخذ فترة طويلة
إن موريارتي عديم الرحمة، وقد أظهره تعهده الثابت لشارلوك هولمز بأنه «إذا كنت ذكيًا بما يكفي لإلحاق الدمار بي، فتأكد من أنني سأفعل لك نفس القدر». يصنف هولمز موريارتي على أنه عقل إجرامي قوي للغاية ماهر في ارتكاب أي عمل وحشي إلى الكمال دون أن يفقد أي نوم عليه. جاء في «المشكلة النهائية» أن موريارتي لا يشارك بشكل مباشر في الأنشطة التي يخطط لها، ولكنه ينسق الأحداث فقط أو يقدم الخطط التي ستؤدي إلى جريمة ناجحة. ما يجعل موريارتي خطيرًا للغاية هو ذكاءه الماكر للغاية:
يردد هولمز ويشرح هذا الشعور في وادي الخوف، قائلاً:
يحترم موريارتي ذكاء هولمز، قائلاً: «لقد كان من دواعي سروري أن أرى الطريقة التي تعاملت بها مع (هولمز) مع هذه القضية.» ومع ذلك، قام بالعديد من المحاولات على لإنهاء حياة هولمز من خلال عملائه. إنه يظهر نزعة نارية، ويصبح غاضبًا عندما يتم إحباط خططه، مما يؤدي إلى تعرضه «لخطر إيجابي بفقدان حريتي». بينما كان يلاحق هولمز شخصيًا في محطة قطار، فإنه ينحى بشدة بمرفقيه جانبًا من الركاب، غير مكترث بما إذا كان هذا يلفت الانتباه إلى نفسه.
من الواضح أن الدافع الأصلي لدويل في إنشاء موريارتي كان نيته قتل هولمز. كان القصد من «المشكلة الأخيرة» أن تكون بالضبط ما يقوله عنوانها؛ سعى دويل إلى تلطيف حبوب منع الحمل من خلال السماح لهولمز بالذهاب في لهيب المجد، وتخليص العالم من مجرم قوي وخطير لدرجة أن أي مهمة أخرى ستكون تافهة بالمقارنة (كما يقول هولمز في القصة نفسها). لكن في النهاية، دفع الضغط الشعبي والمشاكل المالية دويل إلى إعادة هولمز. بينما أقر دويل بالكشف عن أن هولمز لم يمت أثناء «المشكلة الأخيرة» (كما خلص واتسون خطأً)، فقد اختار عدم التراجع عن وفاة موريارتي بطريقة مماثلة. لهذا السبب، فإن الرواية اللاحقة The Valley of Fear تعرض موريارتي كشرير نشط ولكن تم تحديدها قبل أحداث «المشكلة النهائية».

## سيرة الشخصية الخيالية
اكتسب موريارتي الاعتراف أولاً في سن 21 لكتابته «أطروحة حول نظرية ذات الحدين»، مما أدى إلى حصوله على كرسي الرياضيات في إحدى جامعات إنجلترا الأصغر. قام موريارتي لاحقًا بتأليف عمل يحظى باحترام كبير بعنوان ديناميكيات كويكبThe Dynamics of an Asteroid. بعد أن أصبح موضوع «شائعات مظلمة» غير محددة في المدينة الجامعية، يضطر إلى الاستقالة من منصبه التدريسي ومغادرة المنطقة. ينتقل إلى لندن، حيث أسس نفسه كـ «مدرب عسكري»، ومعلم خاص للضباط الذين يستعدون للامتحانات. أصبح العقل المدبر الإجرامي الاستشاري للعديد من عصابات لندن والمجرمين (من غير المؤكد ما إذا كان يفعل ذلك بالفعل قبل ترك منصبه التدريسي). عندما يعيق شيرلوك هولمز خططه المتعددة أو يتراجع عنها، يستهدف موريارتي المحقق الاستشاري الوحيد بالعالم.
تزعم أعمال أخرى متعددة وأعمال أخرى خارج قصص دويل توفير معلومات إضافية حول خلفية موريارتي. كتب جون ف. باورز، وهو محاضر في الرياضيات في جامعة ليدز، مقالاً مفهوماً في عام 1989 قام فيه بتقييم مساهمات موريارتي في الرياضيات وقدم وصفاً مفصلاً لخلفية موريارتي، بما في ذلك بيان أن موريارتي ولد فيها. في أيرلندا (فكرة تستند إلى حقيقة أن اللقب أيرلندي الأصل). تشير رواية شيرلوك هولمز: السيرة الذاتية غير المصرح بها لعام 2005 إلى أن موريارتي ولد في أيرلندا، وتفيد بأنه تم تعيينه أستاذاً في جامعة دورهام. وفقًا للدراما الصوتية لعام 2020 شيرلوك هولمز: صوت الخيانة، كتبها جورج مان وكافان سكوت، كان موريارتي أستاذًا في كلية ستونيهورست (حيث تلقى آرثر كونان دويل تعليمه وكان يعرف اثنين من الطلاب بلقب موريارتي).

### العائلة
تعطي القصص إشارات متناقضة حول عائلة موريارتي. في أول ظهور له في «المشكلة الأخيرة» (1893)، تمت الإشارة إلى الشرير فقط باسم «الأستاذ موريارتي». لا يذكر واطسون اسمًا سابقًا ولكنه يشير إلى اسم فرد آخر من أفراد العائلة عندما يكتب عن «الرسائل الأخيرة التي يدافع فيها العقيد جيمس موريارتي عن ذكرى أخيه». في «مغامرة البيت الفارغ» (1903)، يشير هولمز إلى موريارتي على أنه «البروفيسور جيمس موريارتي». هذه هي المرة الوحيدة التي يُمنح فيها موريارتي الاسم الأول، والغريب أنها نفس اسم شقيقه المزعوم.[3] في رواية The Valley of Fear عام 1914 (التي كتبت بعد القصتين السابقتين، ولكن تم تحديدهما في وقت سابق)، يقول هولمز عن الأستاذ موريارتي: «إنه غير متزوج. شقيقه الأصغر يعمل كمدير محطة في غرب إنجلترا.» شيرلوك هولمز: دراما في أربعة وقائع، مسرحية عام 1899، شارك دويل في تأليفها، الشرير يدعى البروفيسور روبرت موريارتي.
اقترح الكاتب فينسينت ستاريت أن موريارتي يمكن أن يكون له أخ واحد (عقيد ومحطة) أو شقيقان (أحدهما عقيد والآخر مدير محطة)؛ وأضاف أنه اعتبر وجود شقيقين أكثر ترجيحًا، واقترح أن يُدعى جميع الإخوة الثلاثة جيمس. [1] أشارت الكاتب ليزلي إس كلينجر [الإنجليزية] إلى أن الأستاذ موريارتي لديه أخ أكبر يُدعى العقيد جيمس موريارتي بالإضافة إلى أخ أصغر لم يذكر اسمه. وفقًا لكلينجر، اقترح الكاتب إيان ماكوين أن موريارتي ليس لديه في الواقع أي إخوة، بينما اقترح شيرلوكيان جون بينيت شو، مثل ستارريت، أن هناك ثلاثة إخوة موريارتي، جميعهم يُدعون جيمس. تم استخدام الافتراض القائل بأن البروفيسور جيمس موريارتي لديه شقيقان يُدعى جيمس أيضًا في المسلسل الإذاعي الأمريكي مغامرات شيرلوك هولمز المفضلة [بحاجة لمصدر]، وسلسلة المانجا والأنيمي موريارتي الوطني وكيم نيومان رواية موريارتي: الصيد في دوربرفيل

## الاقتباسات

### المسرح
- في مسرحية ويليام جيليت، شرلوك هولمز، تم لعب موريارتي في برودواي في النسخة الأصلية (1899-1900) التي يديرها جورج ويسيلز (ومرة أخرى في عام 1905)، [25] ثم فرانك كينان (1928)، جون ميلترن (1929–30) [26] وفيليب لوك [27]، كلايف ريفيل وآلان سويز 1974–76.[28]
- في مسرحية شيرلوك هولمز ويدا بيرجير (زوجة الممثل بازل راثبون)، والتي عُرضت في مسرح القرن الجديد في مدينة نيويورك لثلاثة عروض فقط في الفترة من 30 إلى 31 أكتوبر 1953، قام توماس جوميز بدور موريارتي.[29]
- قام جيرمي بريتجيريمي بريت وإدوارد هاردويك، اللذان قاما بدور هولمز وواتسون في المسلسل التلفزيوني غرناطة إي تي في غرناطة مغامرات شيرلوك هولمز (1984-94)، بإعادة تمثيل أدوارهما في مسرحية جيريمي بول التنقيحية، سر شارلوك هولمز (1988-1989). الشخصيات الوحيدة في المسرحية هي هولمز وواتسون، وهي تسلط الضوء على العديد من جوانب علاقتهما من أول لقاء بينهما إلى شلالات ريتشينباخ. في النصف الثاني، يُشار إلى أن موريارتي لم يكن موجودًا أبدًا: لقد كان نسجًا من خيال هولمز، حيث احتاج المحقق إلى عدو جدير بقدر ما كان بحاجة إلى صديق مخلص مثل واتسون.[30]

### الراديوا
- لعب لويس هيكتور دور الشرير في العديد من حلقات برنامج «مغامرات شيرلوك هولمز» على هيئة الإذاعة الوطنية قناة إن بي سي (1934-1935).[31]
- لعب أورسن ويلز أورسون ويلز دور البروفيسور موريارتي أمام هولمز للمخرج السير أورسن ويلز في حلقة «المشكلة الأخيرة» من سلسلة 1954 مغامرات شيرلوك هولمز.[32]
- صور رالف ترومان موريارتي في مقتبس خدمة بي بي سي المنزلية لعام 1955 عن «المشكلة النهائية».[33]
- في راديو بي بي سي في 4 نوفمبر 1992، إذاعة رواية The Final Problem و 24 فبراير 1993 إذاعة The Empty House، لعب ميخائيل بينينغتون دور موريارتي.[34]
- في المسلسل الكوميدي الإذاعي لهيئة الإذاعة البريطانية 1999 The Newly Discovered Casebook لشارلوك هولمز، لعب موريارتي جيفري وايتهيد.[35]
- في بودكاست Hollywood Handbook، لعب هايز دافنبورت دور موريارتي حيث عادة ما يقاتل ضد البطل سانتامان، الذي يلعب دوره شون كليمنتس.[36]

### الافلام السينمائية
- صور إرنست موبين موريارتي في فيلم شيرلوك هولمز (1916).[37]
- صور غوستاف فون سيفرتيتز موريارتي في فيلم شيرلوك هولمز (1922).[38]
- صور نورمان ماكينيل موريارتي في فيلم The Sleeping Cardinal (1931).[39]
- صور إرنست تورينس موريارتي في فيلم شيرلوك هولمز (1932).[40]
- صور لين هاردينج موريارتي في فيلم The Triumph of Sherlock Holmes (1935) و Silver Blaze (1937).[41]
- صور جورج زوكو موريارتي في مغامرات شيرلوك هولمز (1939).[41]
- صور ليونيل أتويل موريارتي في فيلم شيرلوك هولمز والأسلحة السرية (1942).[41]
- صور هنري دانييل موريارتي في فيلم المرأة في الأخضر (1945).[42]
- صور هانز سونكر موريارتي في فيلم شيرلوك هولمز والقلادة القاتلة (1962).[32]
- صور ليو مكيرن موريارتي في فيلم The Adventure of Sherlock Holmes 'الأخ الأكثر ذكاءً (1975).[43]
- صور لورنس أوليفر موريارتي في The Seven-Per-Cent Solution (1976)،[43] استنادًا إلى الرواية المنقحة لعام 1974 التي تحمل الاسم نفسه. في هذا الإصدار، لم يكن هو الشرير في القصة، ولكنه مجرد رجل غير ضار يصبح ضحية بجنون العظمة بشكل متزايد لأوهام هولمز، الناجمة عن إدمانه للكوكايين واستناداً إلى حقيقة أن موريارتي ساهم بشكل غير مباشر في وفاة والدة هولمز، الذي كانت عشيقته.[44]
- في فيلم Young Sherlock Holmes (1985)، يلعب أنتوني هيجينز دور مدير مدرسة هولمز، راث، الذي تبين أنه العقل المدبر المصري الشرير المسمى «إيه تار». خلال قائمة الائتمان الطويلة في نهاية الفيلم، شوهد إيه تار وهو يمشي إلى نزل ويوقع على دفتر الأستاذ باسم «موريارتي»، مشيرًا إلى أنه سيصبح العدو اللدود لهولمز في المستقبل. صور هيجينز لاحقًا هولمز في فيلم Sherlock Holmes Returns (1993)، [41] مما جعله واحدًا من ممثلين اثنين فقط قاما بتصوير كل من هولمز وموريارتي في الفيلم (ريتشارد روكسبيرج هو الآخر؛ أورسون ويلز لعب كل من هولمز وموريارتي في البرامج الإذاعية).
- ظهر بول فريمان في دور موريارتي في فيلم Without a Clue (1988)؛ يدور الفيلم حول فرضية أن الدكتور واتسون (بن كينجسلي)، وهو العبقري الحقيقي في حل الجرائم، قد استأجر ممثلاً صاخبًا عاطلاً عن العمل (مايكل كين) للعب دور «هولمز». يدرك موريارتي الخداع ويشير إلى «هولمز» على أنه «هذا سخيف»، على عكس واتسون، الذي يحترمه على مضض.
- ظهر أنتوني أندروز في دور Moriarty in Hands of a Murderer (1990).
- في فيلم الرسوم المتحركة Case Closed: The Phantom of Baker Street (2002)، أخبر البروفيسور موريارتي كونان أنه درب جاك السفاح عندما كان جاك قنفذ الشارع.
- ظهر فينسينت دونوفريو في دور موريارتي في الفيلم التلفزيوني Sherlock: Case of Evil (2002).
- في فيلم The League of Extraordinary Gentlemen (2003)، يصور الفيلم المقتبس عن الرواية المصورة من قبل آلان مور، ريتشارد روكسبيرغ الخصم الرئيسي المسمى فانتوم، والذي تم الكشف عن هويته الحقيقية في النهاية ليكون الأستاذ جيمس موريارتي. بعد معركة مع ألان كواترمين (شون كونري)، تمكن موريارتي من إلحاق جرح قاتل في Quatermain عندما يتم تشتيت انتباه الصياد لإنقاذ Tom Sawyer (Shane West) من رجل غير مرئي ابتكره علماء Moriarty، لكن سوير تمكن من قتل Moriarty أثناء هروبه باستخدام مهارات الرماية التي علمها له Quatermain.
- في فيلم عام 2009، شيرلوك هولمز، ظهر موريارتي كشرير غامض وغامض يوظف إيرين أدلر. تم التعبير عن الدور من قبل مدرب اللهجات في الفيلم، أندرو جاك [46] (على الرغم من أن المخرج جاي ريتشي رفض الكشف عن هويته). لعب جاريد هاريس دورًا في تكملة 2011، شيرلوك هولمز: لعبة الظلال، [48] بالإضافة إلى تقليل خطوط الشخصية من الفيلم الأول في الإصدارات المنزلية اللاحقة والبث التلفزيوني. في الفيلم الثاني، يحضر موريارتي وهولمز مؤتمر السلام الأوروبي الذي عقد بالقرب من شلالات رايشنباخ والذي يسعى موريارتي إلى تخريبه، ويغرق الاثنان من الشرفة المطلة على الشلالات، حيث أصيب هولمز بجروح بالغة لدرجة أنه لم يتمكن من هزيمة موريارتي في معركة مباشرة ولكنه يعلم ذلك. سوف يلاحق موريارتي واتسون إذا كان يعيش. بينما يظهر أن هولمز قد نجا، فإن مصير موريارتي أقل تأكيدًا.
- عبر جيمي ديميتريو عن نسخة تميمة فطيرة من موريارتي في فيلم الرسوم المتحركة لعام 2018 شيرلوك غنومز.
- صور رالف فينيس موريارتي في فيلم 2018 Holmes & Watson، وهو فيلم كوميدي عن شخصيات هولمز وواتسون. بينما تم انتقاد الفيلم، أثنى العديد من المعجبين على حضور فينيس الذي ابتكره موريارتي .

______
- In Young Sherlock Holmes (1985), انتوني هيغينز plays Holmes' schoolmaster, Rathe, who turns out to be an evil Egyptian mastermind called "Eh-Tar". During the long credit roll at the end of the film, Eh-Tar is seen walking to an inn and signs the ledger as "Moriarty", indicating that he will become Holmes' archenemy in the future.[45] Higgins later portrayed Holmes in Sherlock Holmes Returns (1993),[46] making him one of only two actors to portray both Holmes and Moriarty on film (ريتشارد روكسبيرج being the other; أورسن ويلز played both Holmes and Moriarty in radio programmes).
- بول فريمان appeared as Moriarty in Without a Clue (1988); the film revolves around the premise that Dr. Watson (بن كينغسلي), who is the real crime-solving genius, has hired a boozy, out-of-work actor (مايكل كين) to play "Holmes". Moriarty is aware of the deception and refers to "Holmes" as "that imbecile", as opposed to Watson, whom he grudgingly respects.[47]
- أنتوني أندروز appeared as Moriarty in Hands of a Murderer (1990).[48]
- In the anime film المحقق كونان: خيال شارع بيكر (2002), Professor Moriarty tells Conan that he trained جاك السفاح when Jack was a street urchin.
- فينسنت دونوفريو appeared as Moriarty in the TV movie Sherlock: Case of Evil (2002).[49]
- In تحالف الخارقين (2003), the film adaptation of the graphic novel  [لغات أخرى]‏ by آلان مور، ريتشارد روكسبيرج portrays the main antagonist named the Phantom, whose true identity was eventually revealed to be Professor James Moriarty.[50] After a battle with ألان كواترمين (شون كونري), Moriarty manages to inflict a fatal wound on Quatermain when the hunter is distracted saving توم سوير (شين ويست) from an invisible man created by Moriarty's scientists, but Sawyer manages to kill Moriarty as he escapes using the shooting skills taught to him by Quatermain.
- In the 2009 film, شرلوك هولمز, Moriarty appears as a shadowy, mysterious villain employing ايرين أدلر. The role was voiced by the film's dialect coach, آندرو جاك[51] (although director غاي ريتشي refused to reveal his identity).[52] جاريد هاريس played the role in the 2011 sequel, شرلوك هولمز: لعبة ظلال,[53] as well as redubbing the character's lines from the first film in subsequent home releases and television broadcasts. In the second film, Moriarty and Holmes attend a European Peace Conference held near the شلالات ريتشينباخ which Moriarty seeks to sabotage, and the two plunge down from a balcony overlooking the falls, Holmes being too injured to defeat Moriarty in a straight fight but knowing that Moriarty will go after Watson if he lives. While Holmes is shown to have survived, Moriarty's fate is less certain.

## نماذج في العالم الحقيقي

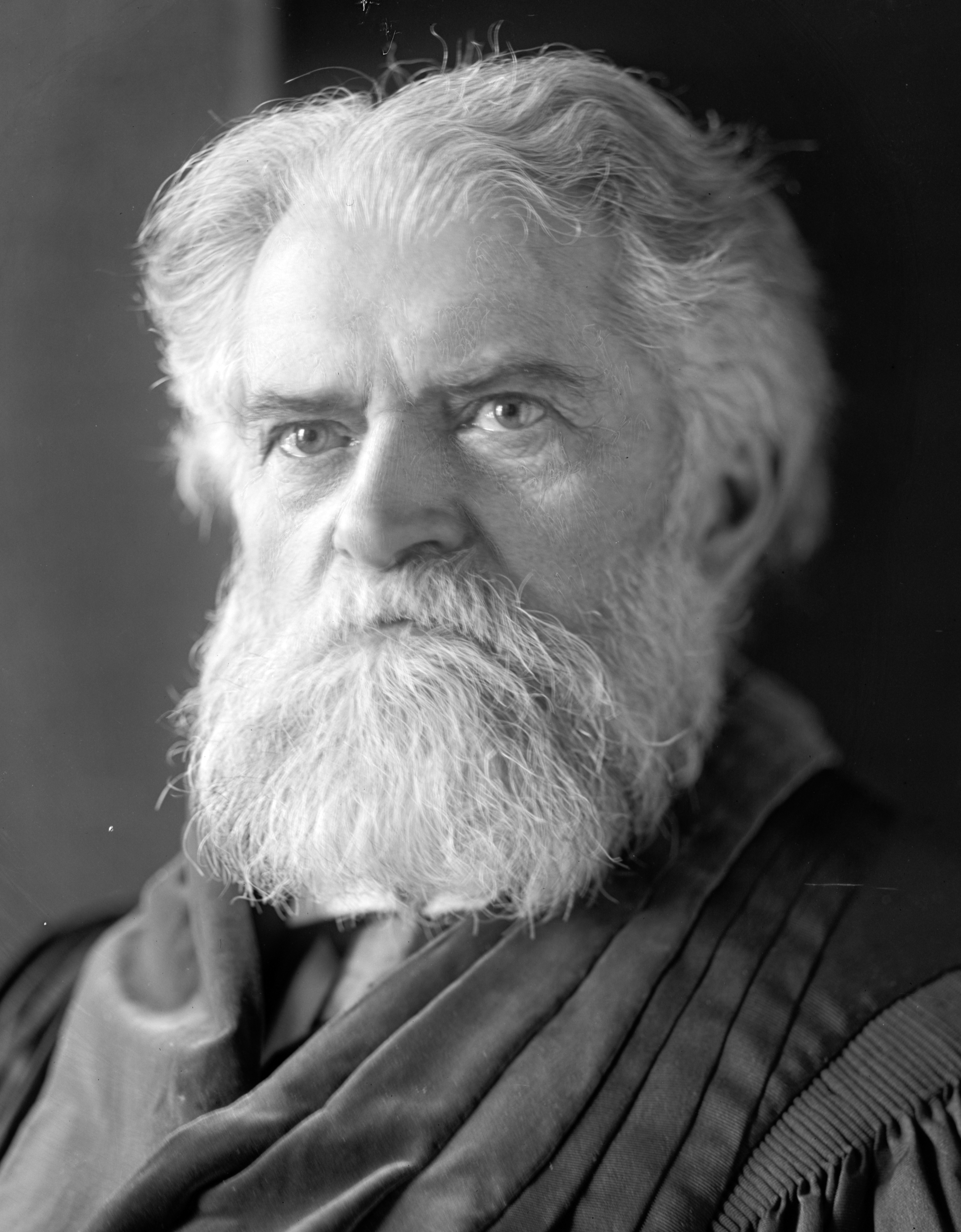
سيمون نيوكومب (circa 1905), one possible model for Moriarty

«موريارتي» هو اسم أيرلندي قديم  وكذلك اسم موران، لقب مساعد موريارتي سيباستيان مورانموران ‏. كان دويل نفسه من أصل كاثوليكي أيرلندي، وتلقى تعليمه في كلية ستونيهورست،  على الرغم من تخليه عن التقاليد الدينية لعائلته، ولم يتزوج أو يربي أطفاله على العقيدة الكاثوليكية، ولا ينخرط في أي سياسة قد تفترضها خلفيته العرقية. من المعروف أن دويل استخدم تجاربه في كلية ستونيهرست ‏ كمصدر إلهام لتفاصيل سلسلة هولمز. من بين معاصريه في المدرسة صبيان لقب موريارتي.
بالإضافة إلى سيد الإجرام آدم وورث، كان هناك الكثير من التكهنات بين علماء الفلك والمتحمسين لشيرلوك هولمز أن دويل بنى شخصيته الخيالية موريارتي على عالم الفلك الكندي الأمريكي سيمون نيوكومب. تم تبجيل نيوكومب باعتباره عبقريًا متعدد المواهب، مع إتقان خاص للرياضيات، وأصبح مشهورًا عالميًا في السنوات التي سبقت بدء دويل في كتابة قصصه. والأكثر من ذلك، أن نيوكومب قد اكتسب سمعة طيبة بسبب الحقد والكره، على ما يبدو أنه يسعى إلى تدمير المهن والسمعة للعلماء المنافسين.

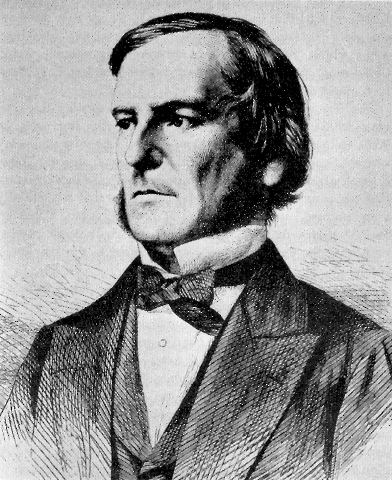
جورج بول (circa 1860), another possible model for Moriarty

ربما كان موريارتي مستوحى جزئيًا من اثنين من علماء الرياضيات في العالم الحقيقي. إذا تم عكس توصيف أوراق موريارتي الأكاديمية، فإنها تصف أحداثًا رياضية حقيقية. كتب كارل فريدريش غاوس ورقة بحثية شهيرة عن ديناميكيات الكويكب  في أوائل العشرينات من عمره، وتم تعيينه في كرسي على أساس قوة هذه النتيجة جزئيًا. كتب سرينفاسا أينجار رامانجن عن تعميمات نظرية ذات الحدين، واكتسب سمعة باعتباره عبقريًا من خلال كتابة مقالات أربكت أفضل علماء الرياضيات الباقين. كانت قصة جاوس معروفة جيدًا في زمن دويل، وتكشفت قصة رامانوجان في كامبريدج من أوائل عام 1913 إلى منتصف عام 1914 ؛ [89] تم نشر وادي الخوف، الذي يحتوي على تعليق حول الرياضيات شديدة الغموض بحيث لا يمكن لأحد أن ينتقدها، في سبتمبر 1914 اقترح عالم الرياضيات الأيرلندي ديس ماكهيل أن جورج بول قد يكون نموذجًا لموريارتي.
تقترح جين ستانفورد، في كتاب بعنوان ذلك الأيرلندي That Irishman، أن دويل استعار بعض سمات وخلفية فينيان جون أوكونور باور لتصويره لموريارتي. في Moriarty Unmasked: Conan Doyle and an Anglo-Irish Quarrel، 2017، تستكشف جين ستانفورد علاقة دويل بالمجتمع الأدبي والسياسي الأيرلندي في لندن. وتشير إلى أن موريارتي (أو نابليون الأيرلندي)، يمثل التهديد الفينيني في قلب الإمبراطورية البريطانية. أوكونور عام 2018، درس باور في كلية أبرشية سانت جارلات في توام، مقاطعة غالواي. في سنته الثالثة والأخيرة كان أستاذًا في العلوم الإنسانية. كأستاذ سابق، نجح زعيم فينيان في تقديم عرض للحصول على مقعد وستمنستر في مقاطعة مايو.
من المعروف أن الكهنة اليسوعيين الباقين على قيد الحياة في المدرسة الإعدادية Hodder Place، Stonyhurst، أدركوا على الفور الوصف المادي لموريارتي على أنه وصف للقس توماس كاي، SJ، مدير الانضباط، الذي سقط دويل تحت سلطته كطالب ضال. وفقًا لهذه الفرضية، دويل كمزحة خاصة قال المحقق ماكدونالد لموريارتي: «كان سيصنع وجهه الرقيق وشعره الرمادي وطريقته الجليلة في الكلام».
النموذج الذي استشهد به دويل بنفسه (من خلال شرلوك هولمز) في وادي الخوف هو جوناثان وايلد، مجرم لندن الرئيسي في القرن الثامن عشر. وقد ذكر ذلك عندما سعى لمقارنة موريارتي بشخصية من العالم الحقيقي قد يعرفها المفتش أليك ماكدونالد، لكن هذا عبثًا لأن ماكدونالد لا يقرأ جيدًا مثل هولمز.